# Den första är alltid gratis (sång)
Den första är alltid gratis är en låt framförd av den svenska sångerskan Veronica Maggio, skriven av Maggio, Salem Al Fakir, Vincent Pontare och Klas Gullbrand. Låten gavs ut den 17 mars 2016 som den första singeln från Maggios femte album med samma namn, vilket släpptes den 6 maj 2016. Singeln möttes av positiv kritik från Expressen och Aftonbladet.

## Bakgrund
Maggio bekräftade i december 2015 att ett nytt album var under arbete. Den 29 februari 2016 skrev hon på sin Facebook-sida att "Den första är alltid gratis" kommer att släppas som albumets första singel den 17 mars och att låten är "byggd av svarta känslor, drömmande synthar, arga gitarrer och gråtdans". När Aftonbladet frågade vad titeln betyder, svarade hon: "Att man alltid får betala ett pris för sånt som känns lätt och kul i början. En allmänmänsklig grej, nåt som jag tror att alla upplever nån gång i livet."
Låten producerades av Klas Gullbrand, Maggios pojkvän och gitarrist i hennes band. Expressen menade att låten hade ett "syntigare sound" än Maggios tidigare soul-influerade popmaterial.

## Musikvideo
Musikvideon regisserades av Andreas Öhman och hade premiär på Youtube den 21 mars. I videon syns Maggio i blåfärgat hår, vilket inspirerades av en av Maggios favoritfilmer, Eternal Sunshine of the Spotless Mind.

## Mottagande

### Kritikernas respons
Anders Nunstedt på Expressen gav betyget 4/5 till singeln och skrev att "Låten är lättillgänglig på gränsen till förgänglig. Men när en förhoppning att ta Veronica Maggio hela vägen till Ullevi." I en recension för Aftonbladet menade Per Magnusson att låten "spritter som den första vårsolen men har en bitterljuv underton av blå, blå september". Han betygsatte den 3/5.

### Listframgångar
"Den första är alltid gratis" gick in på plats 16 på Sverigetopplistan den 25 mars 2016.
15 maj 2016 gjorde låten entré på Svensktoppen.

## Låtlista
Digital nedladdning
1. "Den första är alltid gratis" – 3:41

## Medverkande
- Veronica Maggio – sång
- Carl Bagge – stråkarrangemang
- Klas Gullbrand – gitarr, bas, keyboard, producent
- Anders Hedlund – trummor
- Samuel Starck – keyboard
- Stockholm Strings – stråkar

Källa

## Listplaceringar
| Lista (2016)                | Högsta placering |
| --------------------------- | ---------------- |
| Sverige (Sverigetopplistan) | 16               |
| Svensktoppen                | 7                |